# Ernst Lehmann (Biologe)
Ernst B. Johann Lehmann (* 24. Juni 1880 in Dresden; † 1. Dezember 1957 in Tübingen) war ein deutscher Botaniker und Universitätsprofessor. Sein offizielles botanisches Autorenkürzel lautet „E.B.J.Lehm.“

## Leben
Lehmann studierte Naturwissenschaften und besonders Botanik an den Universitäten Tübingen und Kiel. 1909 habilitierte er sich in Kiel und wurde er Privatdozent für Botanik an der Universität Kiel, 1913 außerordentlicher Professor und 1922 ordentlicher Professor für Botanik und Direktor des Botanischen Instituts und des Botanischen Gartens in Tübingen. Sein Forschungsschwerpunkt war die Genetik.
Im Oktober 1931 gründete Lehmann den Deutschen Biologenverband (DBV) und fungierte in der Folge als dessen Vorsitzender sowie als Schriftleiter der Verbandszeitschrift Der Biologe. Die Zeitschrift wurde das Zentralorgan des Reichsbunds und erschien im völkischen J.F. Lehmanns Verlag. Während der Zeit des Nationalsozialismus versuchte Lehmann eine „Deutsche Biologie“ analog der „Deutschen Physik“ der Nobelpreisträger Johannes Stark und Philipp Lenard auf der Basis der nationalsozialistischen Rassenlehre zu begründen. Seine Haltung brachte er 1937 mit dem Satz „Volksgemeinschaft ist Blutsgemeinschaft“ zum Ausdruck. Bereits seit 1919 war er Mitglied der völkischen Vereinigung „Vererbungskranz“. Außerdem war Lehmann Mitglied im Alldeutschen Verband.
Von 1933 bis 1937 war er Dekan an der Universität Tübingen. Am 1. Dezember 1934 wurde der Deutsche Biologenverband an den Nationalsozialistischen Lehrerbund (NSLB) angeschlossen und bildete mit der Lehrerschaft unter seinen Mitgliedern von nun an das „Sachgebiet Biologie“ des NSLB. Lehmann wurde Reichssachbearbeiter. Gleichzeitig mit dem Anschluss des Deutschen Biologenverbandes an den NSLB wurde der Deutsche Biologenverband Mitglied im „Reichsausschuss für Volksgesundheitsdienst“, der wiederum eine Unterabteilung des Reichsministeriums des Inneren bildete.
1943 wurde Lehmann auf Grund von Querelen als „untragbar“ von seinem Amt als Universitätsdekan suspendiert. Seine Versuche, Mitglied der NSDAP zu werden, scheiterten an seiner früheren Logenzugehörigkeit und fehlenden Unterlagen über seine Abstammung.

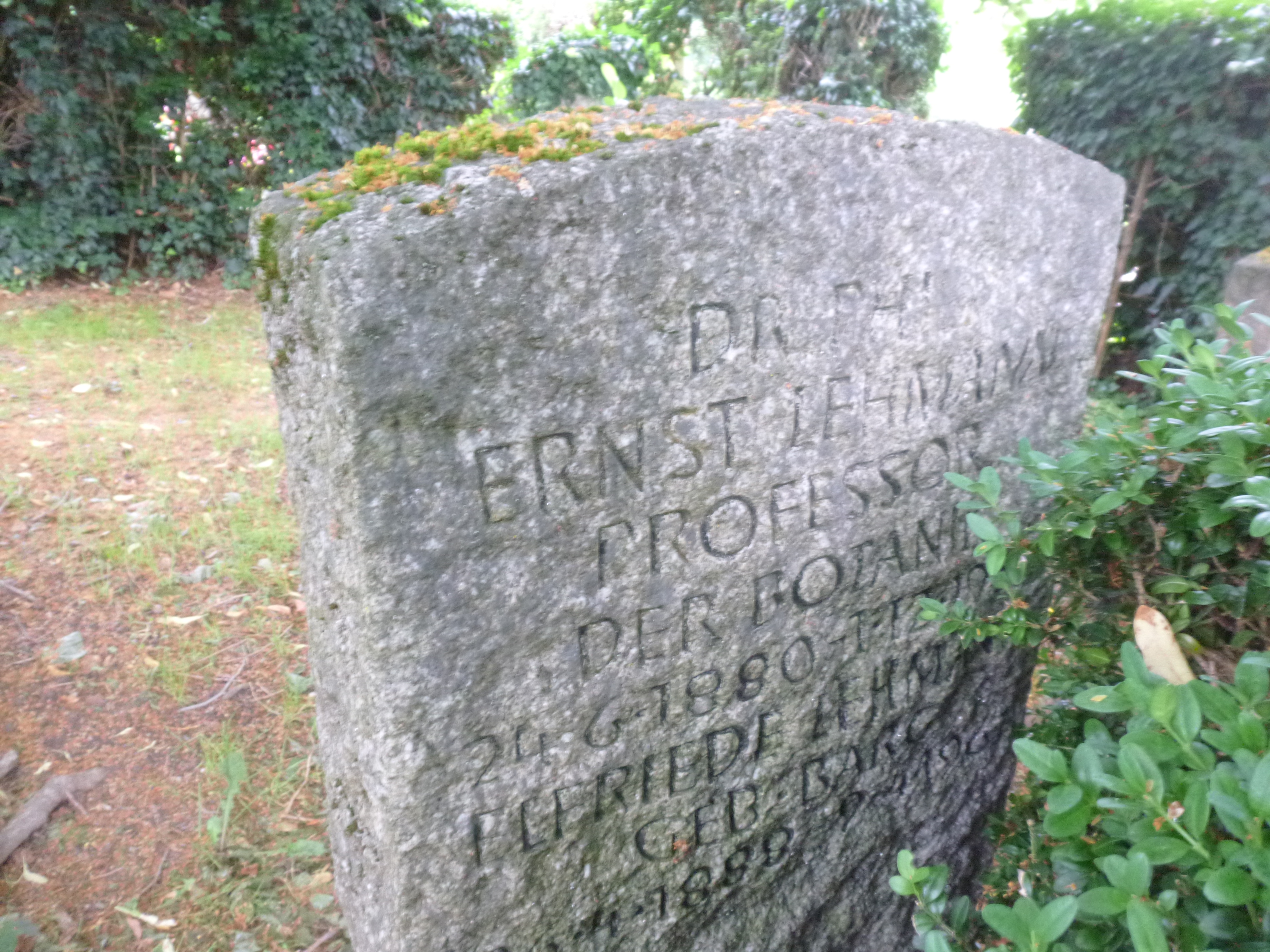
Grab auf dem Stadtfriedhof Tübingen

Nach Kriegsende wurden in der Sowjetischen Besatzungszone Lehmanns Schriften Biologischer Wille (Lehmann, München 1934), Wege und Ziele einer deutschen Biologie (Lehmann, München 1936) und Der Biologe (Lehrmittelzentrale der DAF, Berlin 1941) auf die Liste der auszusondernden Literatur gesetzt.
Lehmann wurde 1952 emeritiert.

## Hauptforschungsgebiete
- Vererbungsforschung an Nachtkerzen (Oenothera), Weidenröschen (Epilobium) und Ehrenpreis (Veronica)
- Forschung zur Keimphysiologie

## Zitat
„Unseren Botanikern und Zoologen der SA erwächst damit eine dankenswerte Aufgabe! Wird diesen Fragen in der SA Aufmerksamkeit entgegengebracht, wird der SA-Mann – auf Sturm- oder Truppabenden wie im Gelände – zu engerer Bindung zu all dem, was draußen wächst und blüht, was kriecht und fliegt, geführt, dann wird das zweifellos im Sinne des SA-Obergruppenführers Hermann Göring sein, dem wir die Naturschutzverordnung verdanken. Er wird seine Freude daran haben, wenn in der SA neben den großen politischen Aufgaben auch die Liebe zur heimatlichen Natur gepflegt wird.“

## Veröffentlichungen (Auswahl)
- Abstammungs- und Vererbungslehre. Tübingen, 1913
- Biologischer Wille. Wege und Ziele biologischer Arbeit im neuen Reich. München, 1934
- Wege und Ziele einer deutschen Biologie. J. F. Lehmanns Verlag, München, 1936
- Irrweg der Biologie, 1946
- Schwäbische Apotheker und Apothekengeschlechter in ihrer Beziehung zur Botanik, 1951